# Белозерский драгунский полк
Белозерский драгунский полк — кавалерийская воинская часть Русской армии, сформированная в 1701 году и упразднённая в 1712 году.

## История
В 1705 году в Москве из разночинцев низовых украинских городов, монастырских слуг и боярских даточных людей сформирован Драгунский полковника Петра Матвеевича Апраксина полк, в составе 1 гренадерской и 10 драгунских рот (по данным Рабиновича — сформирован в 1703 году как Драгунский полковника князя Андрея Фёдоровича Шаховского полк, с 1704 года — полк Петра Матвеевича Апраксина).
В начале 1707 года назван Белозерским драгунским полком.
23 января 1709 года гренадерская рота выделена на сформирование Драгунского-гренадерского полковника Гаврилы Семёновича Кропотова полка.
В 1711 году утверждён штат полка в составе 10 драгунских рот.
В ноябре 1712 года полк приказано расформировать, а личный состав направить на пополнение Сибирского драгунского полка.

## Боевые действия
Полк принял участие в Северной войне.
3 июля 1708 года участвовал в сражении при Головчине.
27 июля 1709 года принял участие в Полтавской битве.
В 1711 году полк участвовал в Прутском походе, 9 июля — в сражении на р. Прут.